# Korpus Narodowy (Ukraina)
Treść tego artykułu może nie być zgodna z zasadami neutralnego punktu widzenia.
Dokładniejsze informacje o tym, co należy poprawić, być może znajdują się w dyskusji tego artykułu.
 Po wyeliminowaniu niedoskonałości należy usunąć szablon {{Dopracować}} z tego artykułu.
Korpus Narodowy (ukr. Національний корпус, Nacjonalnij Korpus; także Нацкорпус, Nackorpus) – skrajnie prawicowy ruch polityczny na Ukrainie, powiązany z tzw. ruchem azowskim.

Logo partii Korpus Narodowy

Korpus utworzony został na ogólnoukraińskim zjeździe 292 delegatów zorganizowanym w Kijowie podczas obchodów święta „Dnia Obrońcy Ukrainy” 14 października 2016 r. Pierwszy dowódca batalionu Azow (później przekształconego w Pułk „Azow”), Andrij Biłecki, był przez pewien czas deputowanym z ramienia Korpusu Narodowego. W 2019 roku Korpus Narodowy wziął udział w wyborach parlamentarnych wraz z innymi skrajnie prawicowymi grupami. Cała lista zdobyła niewiele ponad 2 procent poparcia. W wyborach samorządowych w 2020 roku partia zdobyła 0,4 promila wszystkich dostępnych mandatów. Ugrupowanie postuluje tzw. gospodarczy nacjonalizm, wzmocnienie pozycji prezydenta, zaostrzenie kar za korupcję i nadużywanie władzy, rozwój energetyki atomowej i odnowienie statusu państwa atomowego przez Ukrainę. Zdaniem Andreasa Umlanda ze Sztokholmskiego Centrum Studiów Wschodnioeuropejskich, wpływ azowców na Ukrainie jest marginalny i jest tylko przesadnie eksponowany w rosyjskiej propagandzie, co nie znaczy, że Ukraińcy nie uważają ich za obrońców kraju.

## Stanowisko wobec Polski
Ruch zajmuje stanowisko propolskie. W 2017 roku potępił dewastację polskich cmentarzy w Hucie Pieniackiej i Bykowni, a jego członkowie pomagali uporządkować ten drugi. W tym samym roku nacjonaliści uczestniczyli w uroczystościach pod pomnikiem przy Skwerze Wołyńskim w Warszawie. Jeden z członków ruchu azowskiego mówił wtedy: „Na Wołyniu popełniono ludobójstwo, wymordowano wielu Polaków, nie negujemy tego. Dziś mówimy o tym, żeby nigdy w przyszłości nie doszło do takiej tragedii”. Również w tym roku partia azowska, czyli Korpus Narodowy, przekazała, że „nie ma szowinistycznych poglądów i traktuje naród polski jako przyjazny i bratni, a Polskę jako partnera Ukrainy na arenie międzynarodowej, z którym dziś łączy nas wspólny szlak i wspólna walka”.
Rok później główny analityk Centralnego Sztabu Korpusu Cywilnego Azow, Ołeksandr Maslak, udzielił wywiadu „Naszemu Dziennikowi”, w którym mówił o potrzebie pojednania ukraińsko-polskiego: „Sprawa Wołynia to bolesny moment, który dzieli nasze kraje. (…) Sądzę nawet, że w najbliższych latach spory o to będą się zaostrzać, gdyż na tym zależy trzecim siłom, mianowicie Rosji i Niemcom, w których interesie jest konflikt między Polską a Ukrainą. (…) Trzeba szukać sposobu, żeby Ukraińcy zrozumieli Polaków w takich kwestiach, jak nazwy ulic, pomniki itd., a z kolei Polacy zrozumieli niuanse, dlaczego pewne rzeczy się dzieją. (...) Na Ukrainie też dochodzi do sytuacji podsycających ten konflikt. W tym samym roku aktywiści azowscy upamiętnili powstanie styczniowe, które było dla nich przejawem wspólnej walki Polaków, Ukraińców i Litwinów przeciwko Rosji.
Jednocześnie 5 marca 2018 roku lwowski Korpus Narodowy był współorganizatorem pochodów dla uczczenia rocznicy śmierci Romana Szuchewycza, na którym padło hasło „Lwów nie dla polskich panów”, które polskie media uznały za antypolskie. Przedstawiciele partii przekazali jednak, że ich celem nie jest sianie nienawiści do Polaków, ale sprzeciw wobec nowelizacji ustawy o polskim IPN. Swiatosław Siryj z Korpusu powiedział o wspomnianym haśle: „Jest to hasło związane ze skandaliczną ustawą, która została przyjęta w Polsce. (...) Nie występujemy przeciwko narodowi polskiemu, ale jesteśmy przeciwni populistycznym władzom Polski, które przyjęły tę skandaliczną ustawę”. Kilka miesięcy później struktury partii z tego samego miasta stanęły w obronie Cmentarza Obrońców Lwowa, z którego niektórzy ukraińscy politycy chcieli usunąć rzeźby lwów. W oświadczeniu napisali: „Wzajemne stosunki Polski i Ukrainy nigdy nie były łatwe. Nawet mając wspólnego wroga, nasze narody nie potrafiły się porozumieć, co w konsekwencji prowadziło do utraty państwowości pod wpływem Moskwy. W płaszczyźnie pamięci historycznej Ukraińcy i Polacy bardzo często skupiają się wyłącznie na tym, co nas dzieli, a nie na tym co łączy. (...) Mimo że na Ukrainie wciąż trwa konflikt z Rosją, a ulice Lwowa wciąż są pełne symboli radzieckiej okupacji, władze we Lwowie z niewiadomych przyczyn zajmują się tymi, którzy zginęli w polsko-ukraińskich walkach o Lwów. Mimo że obowiązuje ustawa o dekomunizacji, nawet radzieckie monumenty nie podlegają demontażowi, co dodatkowo świadczy o tym, że problem poruszony przez Radę Obwodową został wyssany z palca”. I dodali na zakończenie: „Jako Korpus Narodowy podkreślamy, że nie ma zgody na szukanie wrogości tam, gdzie jej nie ma. Zburzenie lwów w mieście Lwa tylko dlatego, że przywrócili je na miejsce Polacy, byłoby działaniem tragikomicznym. Ukraińcy i Polacy powinni pozwolić spoczywać zmarłym i działać na rzecz pojednania naszych narodów. Mamy wspólnego wroga – Moskwę”.
11 lipca 2018 roku w rocznicę krwawej niedzieli na Wołyniu na stronie Korpusu Narodowego ukazał się artykuł, w którym ludobójstwo na Wołyniu jest określone jako sztuczne i wymyślone przez stronę polską, a wszelkie polskie roszczenia w sprawie Wołynia są bezpodstawne. Proponują także aby w odpowiedzi na polskie upamiętnienie rzezi wołyńskiej, Rada Najwyższa Ukrainy uchwaliła prawo pociągające Polskę do odpowiedzialności za zbrodnie na Ukrainie.